# 운동계
운동계(motor system)는 운동 기능(motor function), 즉 움직임을 지원하는 신경계의 중추 및 말초 구조 집합이다. 주변 구조에는 골격근과 근육 조직과의 신경 연결이 포함될 수 있다. 중심 구조에는 대뇌 피질, 뇌간, 척수, 상부 운동 뉴런을 포함한 추체 시스템(pyramidal systerm), 추체외로 시스템(extrapyramidal systerm), 소뇌, 뇌간 및 척수의 하부 운동 뉴런이 포함된다.
운동 시스템은 근육 시스템(muscular system) 및 순환 시스템(circulatory system)과 밀접한 관련이 있는 생물학적 시스템(biological system)이다. 운동 기술(motor skill)을 달성하려면 운동 시스템은 생리적 피로뿐만 아니라 뜨겁거나 차갑거나, 뻣뻣하거나 느슨하거나 하는 근육의 작동 상태를 수용(accommodate)해야 한다.

## 같이 보기
- 몸형태배열
- 척수시상로
- 몸감각계